# 정촌제
정촌제(일본어: 町村制)는 1888년부터 1947년까지 존재한 일본의 지방 자치 제도이다. 도시부에 시를 설치한 시제(市制)와 병행하여 지방에 정(町)과 촌(村)을 설치했다. 1911년 전부개정을 거쳤다. 1947년 5월 3일부터 새로운 지방자치법의 시행에 따라 폐지되었다.

## 같이 보기
- 군구정촌 편제법
- 시제
- 부현제